# Tammy Shewchuk-Dryden
Tammy Lee Shewchuk-Dryden, född den 31 december 1977 i Pointe-Claire, är en kanadensisk ishockeyspelare.
Hon tog OS-guld i damernas ishockeyturnering i samband med de olympiska ishockeytävlingarna 2002 i Salt Lake City.